# 652-й истребительный авиационный полк ПВО
652-й истребительный авиационный полк ПВО (652-й иап ПВО) — воинская часть истребительной авиации ПВО, принимавшая участие в боевых действиях Великой Отечественной войны.

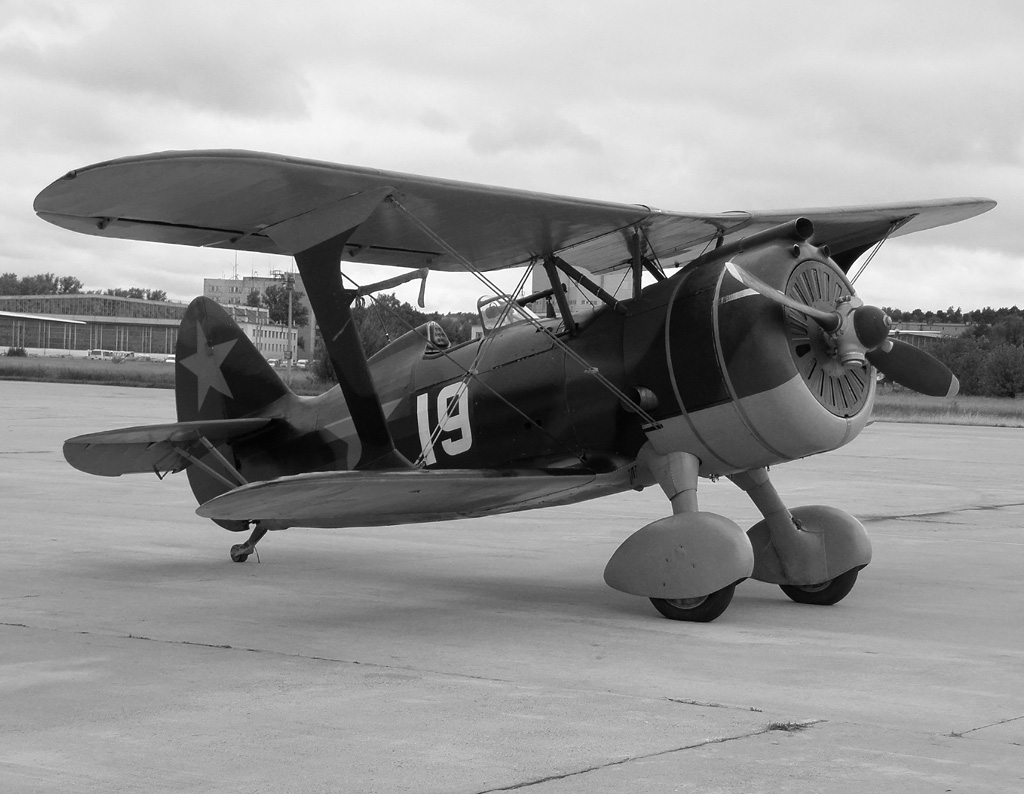
Самолётами И-15бис полк был вооружён при формировании.

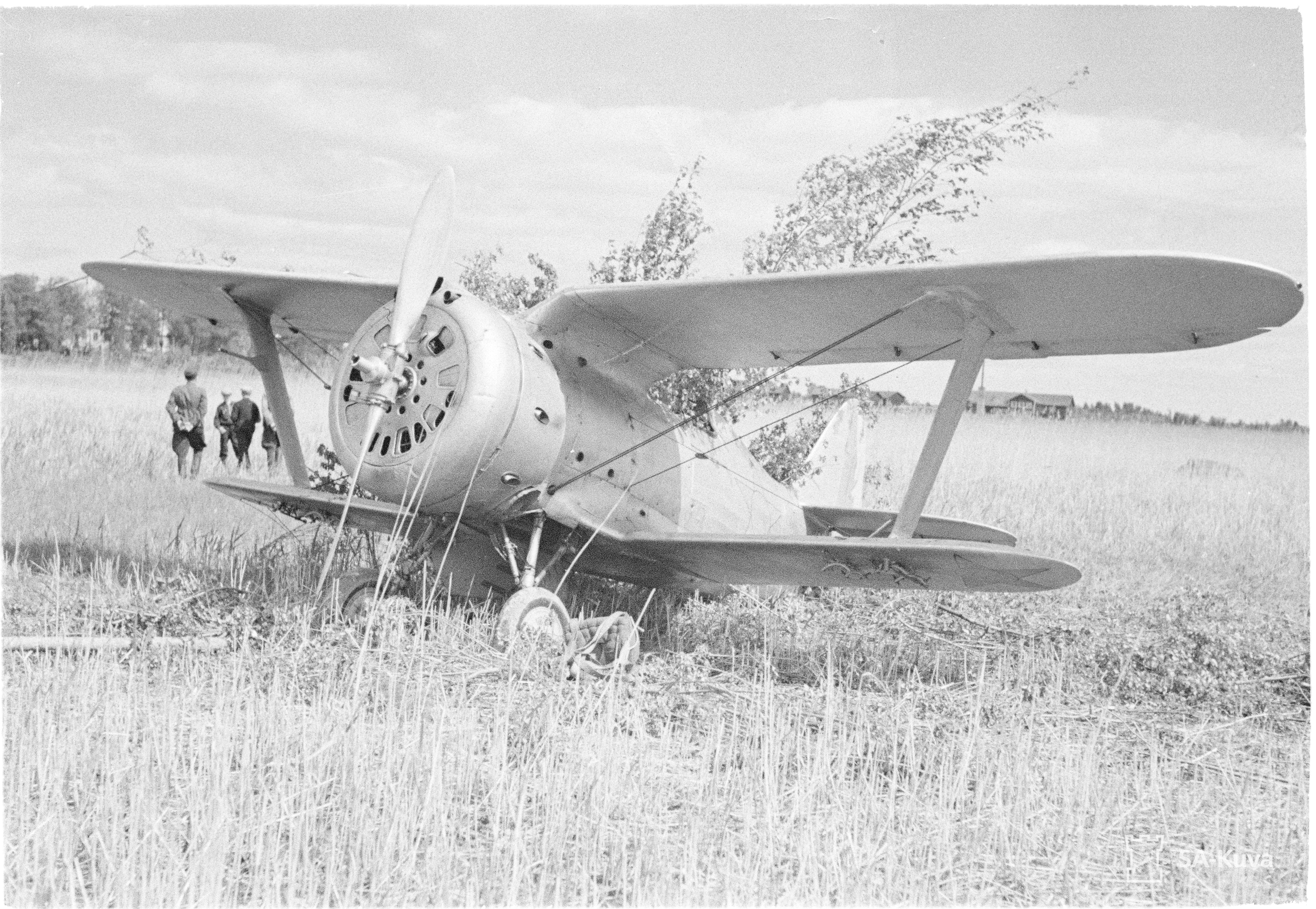
Самолёт И-153. Такими самолётами полк был пополнен в апреле 1942 года.

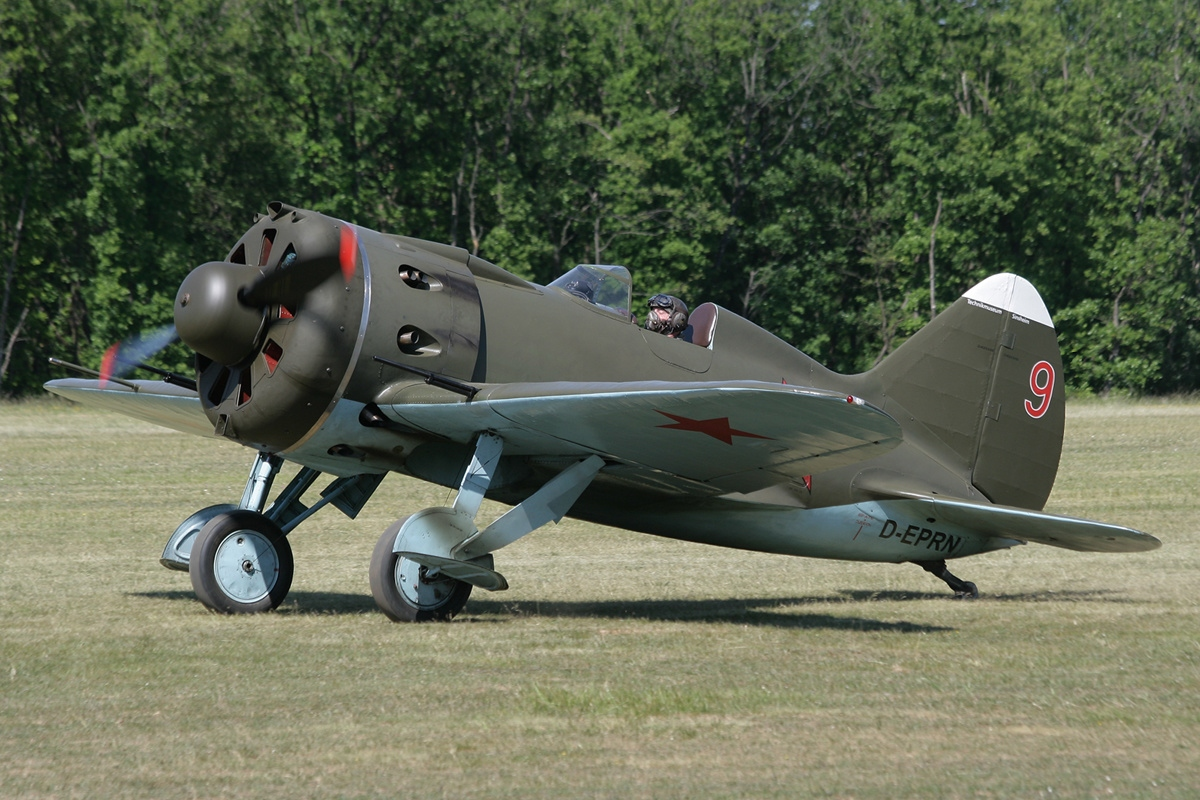
Самолётами И-16 полк был пополнен в сентябре 1942 года.

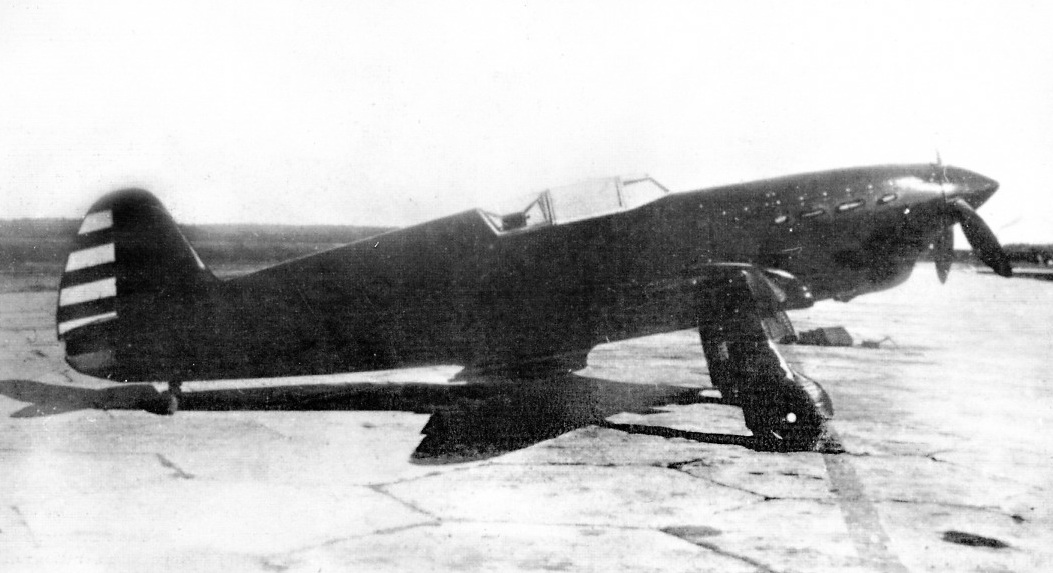
Самолёт Як-1. С 21 октября 1942 года в полк вошла эскадрилья майора Диденко Г. В. на таких самолётах.

## Наименования полка
- 652-й истребительный авиационный полк[1][2].
- 652-й истребительный авиационный полк[1][2];
- Войсковая часть (полевая почта) 55739[1][2].

## История и боевой путь полка
652-й истребительный авиационный полк сформирован в городе Сталинград в период с 13 по 30 ноября 1941 года на основе личного состава Одесской военной авиационной школы пилотов по штату 015/174 на самолётах И-15бис. 15 ноября 1941 года включён в состав 102-й истребительной авиадивизии ПВО.
С 12 декабря 1941 года полк приступил к боевой работе в составе 102-й истребительной авиадивизии ПВО Сталинградского района ПВО на самолётах И-15бис. В апреле 1942 года полк пополнен самолётами И-153, а в сентябре — истребителями И-16.
Первая известная воздушная победа полка в Отечественной войне одержана 8 октября 1942 года: старшина Бокарев С. Т., пилотируя И-15бис, в воздушном бою в районе н.п. Красный Худук сбил немецкий бомбардировщик Junkers Ju 88.
21 октября 1942 года в состав полка вошла эскадрилья на самолётах Як-1 под командованием майора Диденко Г. В.. 19 декабря 1942 года из 102-й истребительной авиадивизии ПВО полк передан в состав 126-й истребительной авиадивизии ПВО, которая оперативно подчинялась командованию Закавказского фронта.
5 февраля 1943 года полк переформирован по штату 015/134 в составе 3-х эскадрилий. Все самолёты старых типов исключены из боевого состава. Получил на вооружение истребители Як-7б, которые полк эксплуатировал вместе с Як-1. 21 сентября 1943 года полк переформирован по штату 015/325. 10 апреля 1944 года полк из 126-й истребительной авиадивизии ПВО передан в состав 36-й истребительной авиадивизии ПВО 4-го корпуса ПВО Северного фронта ПВО. 6 июля 1944 года полк вновь включён в действующую армию и приступил к боевой работе в составе 36-й истребительной авиадивизии ПВО 4-го корпуса ПВО Северного фронта ПВО на самолётах Як-1 и Як-7б.
Летом 1944 года полк пополнен американскими истребителями «Киттихаук». В августе 1944 года вместе с 36-й истребительной авиадивизией ПВО передан в 5-й корпус ПВО Северного фронта ПВО. 24 декабря 1944 года вместе с 36-й истребительной авиадивизией ПВО 5-го корпуса ПВО включён в состав войск Западного фронта ПВО (2-го формирования), который преобразован из Северного фронта ПВО. 10 марта 1945 года из 36-й истребительной авиадивизии ПВО передан в состав 320-й истребительной авиадивизии ПВО 4-го корпуса ПВО Западного фронта ПВО. Перевооружён (не полностью) на истребители Як-9.
День Победы 9 мая 1945 года полк встретил на аэродроме Кобыльница (10 км северо-восточнее г. Познань, Польша).
Всего в составе действующей армии полк находился: с 12 декабря 1941 года по 1 августа 1943 года и с 5 июля 1944 года по 9 мая 1945 года.
Всего за годы войны полком:
- Совершено боевых вылетов — 1728.
- Проведено воздушных боёв — 29.
- Сбито самолётов противника — 7.
- Свои потери (боевые):
  - лётчиков — 1;
  - прочего личного состава — 1;
  - самолётов — 4.

## Командир полка
- капитан Ашаков Иван Ефремович[1], 11.1941 — 12.1942
- майор Диденко Гавриил Власович[1], 12.1942 — 08.03.1943
- майор Забабурин Василий Иванович[1], 09.1943 — 12.12.1943
- майор Чижевский Иван Иванович[1], 12.12.1943 — 07.1946

## Послевоенная история полка
После войны полк продолжал входить в состав 320-й истребительной авиационной дивизии ПВО. В июне 1945 года вместе с дивизией вошёл во вновь сформированную 20-ю воздушную истребительную армию ПВО. В связи со значительными сокращениями Вооружённых Сил после войны на основании директивы ГШ ВС СССР № орг/3/46964 от 23.05.1946 г. и директивы Командующего ИА ПВО ТС № 366490 от 28.05.1946 г. в июле 1946 года 652-й истребительный авиационный полк ПВО расформирован вместе с 320-й истребительной авиационной дивизией ПВО в составе 20-й воздушной истребительной армии ПВО на аэродроме Кобыльница (10 км северо-восточнее г. Познань) в Польше.
|  |  |  |

## Отличившиеся воины
- Бокарев Сергей Тимофеевич, старшина, пилот истребительной группы при 652-м истребительном авиационном полке 102-й истребительной авиационной дивизии, Приказом войскам Сталинградского фронта № 76/Н от 6 ноября 1042 года награждён орденом Ленина[5].
- Диденко Гавриил Власович, майор, командир 652-го истребительного авиационного полка Указом Президиума Верховного Совета СССР от 10 апреля 1945 года за «мужество и героизм, проявленные в воздушных боях» удостоен звания Герой Советского Союза будучи уже командиром 482-го истребительного авиационного полка. Золотая Звезда № 4610.

## Лётчики-асы полка
Лётчики-асы полка, сбившие более 5 самолётов противника в воздушных боях.
| Фамилия, имя отчество    | Награды | Сбито самолётов (+ в группе) | Примечание                                                                         |
| ------------------------ | ------- | ---------------------------- | ---------------------------------------------------------------------------------- |
| Диденко Гавриил Власович |         | 16 + 32                      | Командир эскадрильи, командир полка: ноябрь 1942 — март 1943. Боевых вылетов: 381. |